# 299756 Kerryaileen
299756 Kerryaileen este o planetă minoră (asteroid) din centura de asteroizi. A fost descoperită pe 14 septembrie 2006 la Mauna Kea de Joseph Masiero⁠(d). 
Obiectul prezintă o orbită caracterizată de o semiaxă mare de 3,0733409327708 UAi, o excentricitate de 0,1, o înclinație de 0,9 ° în raport cu ecliptica.